# Poesía judía
La poesía judía, que hunde sus raíces en las escrituras de la Biblia, es la creación literaria en ese género realizada por judíos, y se construye con una particular métrica fundada en el paralelismo semántico y el ritmo acentual.

## El concepto de divinidad
Según Georg Hegel, es en la poesía judía donde aparece, por primera vez, la presencia de un Dios formado solamente por su espíritu, invisible e incorpóreo, opuesto a la Naturaleza. El Universo, a pesar de su "riqueza y magnificencia", es subsidiario de Dios y, como creación suya, "no existe sino para manifestarlo y glorificarlo". La poesía religiosa, en tanto arte santo, cumple también con su papel de glorificar al Creador.
La existencia autónoma de Dios, su inaccesibilidad a los sentidos y su condición de señor del Universo es una idea dominante en la poesía judía. Dios es aquel ser que, con el solo auxilio de su voluntad, sin apelar a rituales ni a acciones, ordenando, simplemente, que se hiciera la luz para que la luz fuera hecha, el Dios glorificado en la poesía hebrea, un Dios que es la voluntad pura, la palabra y el pensamiento puros. Lo temporal, el Universo y el Hombre, en tanto opuestos esencialmente a Dios, no pueden ser divinos.
El Hombre, a pesar de no ser divino, es poseedor de la libertad. La voluntad divina le muestra la ley, la diferencia entre el bien y el mal, y está en la mano del Hombre la decisión acerca de qué camino tomará. De sus decisiones, dependen el mérito o demérito, y a partir de éstos, se impone la justicia en forma de beneficios, recompensas, pruebas o castigos, que se experimentan en vida. La persona que vive de acuerdo a la ley de Dios, consigue relacionarse con él.
Estas ideas están expresadas en los Salmos, en Profetas y, en general, por toda la Biblia.